# Филогенија животиња
Предачке еукариотске линије које се могу сматрати животињама су постојале још у прекамбријуму, пре око 700 милиона година. Неки аутори сматрају да се постанак прве животињске ћелије десио пре око милијарду година. Велике морфолошке разлике које су присутне између данашњих група су се појавиле још у камбријуму, или у Вендској периоди, Едијакара епохи. Тада су вероватно биле присутне следеће групе животиња: сунђери, жарњаци, мекушци, чланковити црви (анелиде), зглавкари. Присуство морфолошки изведенијих група, попут мекушаца, анелида и зглавкара указује на позамашан еволуциони ход и диференцијацију животиња у прекамбријуму.
Царство животиња је на основу плана грађе тела подељено на тридесетак типова (филума) - поделу видети на посебној страни. Традиционално схватање еволуционих односа и филогеније унутар царства животиња је било увелико базирано на:
1. концепту да еволуција тече од једноставног ка сложеном,
2. низу очуваних ембриолошких карактеристика (нпр. начин браздања, судбина бластопора, начин формирања целома), и
3. целокупној архитектури тела (тј. сегментацији, типу целома).

Новијим филогенетским истраживањима се установило да су поједини морфолошки и ембриолошки карактери у поређењу са појединим генетичким информацијама еволуционо нестабилнији (лабилнији). Традиционални погледи на филогенију животиња почињу да бивају уздрмавани новим погледима од краја 80-их година прошлог века наовамо.
И према традиционалним и према савременим хипотезама, животиње (Metazoa) су монофилетска група. Постоје како морфолошке синапоморфне карактеристике животиња (вишећелијска грађа, присуство екстрацелуларног матрикса, сперматозоиди), тако и сличности у секвенци рДНК гена, гена за протеине топлотног шока, гена за елонгационе факторе и др. Сестринска група, од које су вероватно настали први представници вишећелијских животиња су хоанофлагелате.
[[Слика:Metazoan phylogeny.PNG|мини|десно|380п|Кладограм филогенетских односа међу животињама

-{1 - Животиње (Metazoa)

2 - Bilateria/Triploblastica

3 - Deuterostomia 

4 - Lophotrochozoa 

5 - Ecdysozoa 

6 - Ambulacraria 

7 - Platyzoa 

8 - Panarthropoda 

9 - Nematoida 

10- Scalidophora 
}-]]

## Филогенетски примитивне групе
Током еволуције, унутар животиња морфолошки и генетички су се дефинисале поједине веће и мање групе. На једној страни се налазе филогенетски примитивније животиње са два ембриолошка (клицина) листа - тзв. Diploblastica, у које се сврставају сунђери, жарњаци, реброноше и плакозое. Група Diploblastica је парафилетска, сви наведени филуми животиња су гране које се сукцесивно одвајају са стабла Metazoa.
Сунђери (Porifera)
Молекуларне анализе SSU гена (гена мале рибозомалне подјединице) су указале на парафилетску природу традиционалног типа сунђера (Porifera). Ова базална група на филогенетском стаблу животиња је изграђена од три гране које се сукцесивно одвајају - најпре, као најстарије, Hexactinellida, затим Demospongiae и најзад Calcarea. Присуство дугачких укрштених пруга цилија на ларвама калкареа и Bilateria говори о њиховом ближем сродству. Парафилетска природа групе сунђера има великих импликација на схватање целокупне филогеније животиња - особине које су претходно сматране карактеристичним за сунђере (нпр. тип грађе тела, систем водених канала, присуство хоаноцита, екваторијална поларна тела током развића) данас се сматрају симплезиоморфним карактерима (особинама заједничког претка свих вишећелијских животиња).
Дупљари (Coelenterata)
Застарели назив дупљари обухвата немонофилетску групу од два филума - жарњака (Cnidaria) и реброноша (Ctenophora). Однос ова два филума према филогенетски млађим животињама (групи Bilateria/Triploblastica, односно животињама са билатералном симетријом и три клицина листа) није у потпуности разјашњен. Један низ карактера говори о вези реброноша с билатералним животињама - нпр. морфологија сперматозоида и мишићних ћелија - док постоје и докази у прилог другачијим односима (секвенце и секундарна структура SSU гена, Hox гени). Традиционална идеја о непостојању билатералне симетрије и мезодерма код жарњака и реброноша је проблематична. Питање о билатералној симетрији је питање о успостављању А-П (антеро-постериорне) осе тела, а најодговорнији гени који учествују у њеном успостављању постоје код ове две групе животиња, као и сами механизми изградње оса. Слично, све чешће се појављују докази о постојању правог мезодерма код жарњака и реброноша.
Placozoa
Традиционалнији приступ филогенетску позицију овог филума види непосредно уз сунђере (у групи Parazoa), услед малог броја раличитих типова ћелија. Плакозое, слично сунђерима, имају мало морфолошких карактеристика заједничких са другим филумима животиња. Стога је прича о њиховој филогенетској позицији још увек шкакљива и недоречена. И упоређивањем генетичких информација се добијају двосмислени и неконзистентни резултати тако да је и даље једино могуће рећи да је у питању једна од најбазалнијих група животиња.

## 
Билатерално симетричне животиње (клада Bilateria) укључују три велике групе присутне још од прекамбријума. Услед старости групе, догађаји који су водили ка стварању деутеростомија (Deuterostomia), лофотрохозоа (Lophotrochozoa) и екдизозоа (Ecdysozoa) нису најјаснији, и највећи напори се улажу у откривање најбазалније кладе. Тренутно постоје два главна кандидата - ацеломорфни пљоснати црви (Acoelomorpha) и миксозоа.
Ацеломорфни црви (Acoelomorpha = Acoela + Nematodermatida) су у низу морфолошких и генетичких особина различити од остатка пљоснатих црва (Platyhelminthes) међу које су раније сврставани, а филогенетске анализе гена упућују на њихов базални положај међу билатеријама. 
Миксозоа су мали енигматични паразити са веома једностаним планом грађе тела. До скора су сматрани протозоама, али су подробније генетичка и морфолошка истраживања указала на њихову метазојску природу и поставила их филогенетски близу жарњацима. Друга истраживања молекуларне систематике постављају ову групу као базалну у Bilateria.

### 
До средине 90их година прошлог века, сматрало се да се Deuterostomia састоје од три средишња филума (Echinodermata, Hemichordata и Chordata), Chaetognatha и лофофоратних таксона (Brachiopoda, Phoronida и Bryozoa). 
Lophophorata
За лофофорате се обично сматрало да поседују мешавину традиционалних протостомских и деутеростомских карактера, али је Zimmer (1973), између осталих, набројао убедљиве аргументе за укључивање у Deuterostomia, засноване на особинама развића и нервног система (нпр. региони тела, програм браздања, интраепидермални нервни систем). Тако су многи аутори све или неке од лофофората сматрали базалним за Deuterostomia s. str. На основу молекуларних података за брахиоподе и SSU података за све три велике лофофоратне линије предложена је хипотеза (Halanych et al. 1995) да су лофофорате изведене протостомске групе, сродне анелидама и мекушцима, са којима се укључују у кладу Lophotrochozoa (видети даљи текст).
Chaetognatha
И  су уклоњене из групе Deuterostomia. У два независна SSU научна рада хетогнате нису унутар деутеростомија, али њихова тачна позиција на филогенетском стаблу животиња није разјашњена. Нека истраживања са већим узорком таксона подржала су везу нематоде-хетогната. Неодређеност позиције хетогната је појачана радовима у којима су смештене међу Ecdysozoa, или као базалне Bilateria. Papillon et al. (2003) су истраживали Hox гене и објавили да су хетогната базална група у филогенији животиња због присуства химерног медијалног/постериорног (средњег/задњег) Hox гена. Додатни постериорни Hox гени су пронађени, који подржавају базалну позицију хетогната унутар протостомија, што је у сагласности са подацима митохондријалног генома. Тако многе деутеростомске особине хетогната (ентероцелно развиће, троделно тело, радијално браздање итд.) треба посматрати као симплезиоморфне карактеристике групе Bilateria.
Ambulacraria
Полухордати (Hemichordata) су некада били сврставани унутар групе хордата (Chordata), али су издвојени јер су само неке, а не све хордатске карактеристике присутне код њих. Можда изненађујуће, полухордати су много сроднији бодљокошцима него хордатима. Мечњиков (1881) је, стављајући акценат на сличности између ларви бодљокожаца и ентеропнеуста, групу бодљокошци-хемихордата назвао Ambulacraria, што је Halanych (1995) формализовао као назив заснован на чвору кладограма. Морфолошки карактери који подржавају овакво груписање укључују карактере повезане са троделним ларвеним целомом (не постоји код хордата). Група Ambulacraria има дубоке импликације за разумевање настанка хордата, јер мења интерпретацију еволуције шкржних прореза, нервног система, а можда и нотохорде. Ове карактеристике хордата су могле постојати код последњег заједничког претка група унутар Deuterostomia. Мора се узети у обзир и могућност да бодљокошци данас не поседују шкржне прорезе и структуру налик на нотохорду, јер су се ове карактеристике изгубиле током еволуције пентамерне радијалне симетрије тела. Такође, и идеје да су примитивни бодљокошци поседовали трапљасте шкржне прорезе се могу испоставити као тачне. Треба споменути велику количину геномских података који носе и податке о односима унутар деутеростомија. На пример, између хемихордата и хордата велики је степен конзервираности у доменима експресије ортологних гена који учествују у развићу нервног система хордата, иако је нервни систем хемихордата нецентрализован (Lowe et al. 2003).
 је мали, морфолошки неугледан организам налик на пљоснате црве, који се храни јајима и ларвама шкољки, а чији су филогенетски афинитети дуго били мистерија. Иако су први молекуларни подаци указали на сродност са мекушцима (Norén & Jondelius 1997), вероватније је да је у питању деутеростомна животиња базална за кладу Ambulacraria. Bourlat et al. (2003) су ово утврдили на основу података из њихове SSU, подјединица I и II цитохром оксидазе c (CO I, CO II), и употребе кодона. Услед базалне позиције, постављају се питања да ли је упрошћено тело рода Xenoturbella резултат јаке селекције на предачки план грађе тела, или резултат секундарног поједностављења.
Плашташи (Tunicata)
Тип ларве је коришћен да се уједине Tunicata (плашташи, синоним Urochordata) са групама копљаша (Cephalochordata) и хордата са лобањском чауром (Craniata). Можда су најубедљивији карактери нотохорда и неурално развиће. Изузев Larvacea (Appendicularia), заједничке особине тела адулата код плашташа, копљаша и кранијата толико су малобројне да су многи преиспитивали укључивање у један филум (Nielsen 2001). Положај плашташа је разнолик: или су сестринска клада Craniata/Cephalochordata клади, сестринска за Craniata, или базална деутеростомска линија. Велике разлике између плашташа и осталих хордата указују на еволуционо другачији плана грађе тела. Стога је термин Tunicata бољи избор у односу на Urochordata. Скорашњи палеонтолошки радови ревидирају поимање ране еволуције хордата - откривени су фосили асцидија, јунанозое која наликује копљашима (нпр. Haikouella), и агната (нпр. Myllokunmingia), који померају порекло свих ових линија најмање у доњи камбријум (пре око 530-540 милиона година).
Унутар Bilateria, две групе - Lophotrochozoa и Ecdysozoa - чине кладу, обично звану Protostomia, подржану молекуларним подацима о SSU и LSU (Halanych et al. 1995), комбинованим анализама и Hox генима. Другачије топологије кладограма (нпр. Ecdysozoa као сродне са Deuterostomia) су слабо подржане. Назив протостомије се и даље наставља користити, иако не у првобитном значењу - наиме, најпре је означавао групу целоматних животиња код којих од бластопора гаструле настаје усни отвор. По савременом схватању, судбина бластопора је ирелевантна за многе екдизозое јер се бластопор не задржава. Такође, обе протостомске кладе садрже претходно ацеломатне или псеудоцеломатне таксоне. Најзад, и лофотрохозое и екдизозое и деутеростомије су вероватно биле присутне још у прекамбријуму, и све су доживеле период интензивне адаптивне радијације пре око 580-520 милиона година. Стога делује природније да се говори о три главне кладе међу билатеријама.
 је назив кладе оригинално идентификоване помоћу SSU података и дефинисане да укључује последњег заједничког претка чланковитих црва, мекушаца и три лофофоратна филума (Brachiopoda,  и Bryozoa), као и све потомке тог претка (Halanych et al. 1995). Име кладе се односи на укључивање у њу животиња које или имају трохофору ларву у току развића, или лофофорни апарат за исхрану. Највећа импликација ове хипотезе је да лофофоратни филуми нису сродни са деутеростомијама, већ су јако изведене протостомије, блиске анелидама, мекушцима и њиховим сродницима, што доводи у питање многе од класичних карактера који су коришћени за одвајање протостомија и деутеростомија.
Хипотеза о Lophotrochozoa је у почетку била одбацивана, јер су поједине анализе немолекуларних података и даље груписале неке или све лофофорате са деутеростомијама. У искључиво молекуларним анализама лофофората никада нису биле јако подржане уз деутеростомије. Даље је хипотеза о лофотрохозоама добила јаку подршку коришћењем неколико извора молекуларних података (SSU, LSU, Hox и митохондријални гени, и др.). Сами односи међу лофотрохозоама нису најјаснији, али свакако унутар њих можемо разликовати неколико потклада (од обимнијих ту су Platyzoa, Annelida и Mollusca).